# Medal Jackson-Gwilt
Medal Jackson-Gwilt (ang. Jackson-Gwilt Medal) – odznaczenie Royal Astronomical Society przyznawane od 1897.

## Laureaci
- 2024: Keith Bannister, Ryan Shannon
- 2023: Roberto Abraham, Peiter van Dokkum
- 2022: Frank Eisenhauer
- 2021: Floor van Leeuwen
- 2020: Roland Bacon
- 2019: Anna Scaife
- 2018: Wayne Holland
- 2017: Ian Parry[1]
- 2016: Bruce Swinyard (pośmiertnie)[2]
- 2015: Allan Chapman[3]
- 2014: George Fraser[4]
- 2013: Vikram S. Dhillon
- 2012: Joss Bland-Hawthorn
- 2011: Matt Griffin
- 2010: Craig Mackay
- 2009: Peter Ade
- 2008: Stephen Shectman
- 2006: Keith Taylor
- 2004: Pat Wallace
- 2001: John E. Baldwin
- 1998: Alexander Boksenberg
- 1995: Janet Akyüz Mattei
- 1992: Richard Stephenson
- 1989: Richard E. Hills
- 1986: David Malin
- 1983: Grote Reber
- 1980: Roger Griffin
- 1977: Patrick Moore
- 1974: Geoffrey Perry
- 1971: Alan William James Cousins
- 1968: John Guy Porter
- 1963: George Eric Deacon Alcock
- 1960: F. M. Bateson i A. F. A. L. Jones
- 1956: R. P. de Kock
- 1953: John Philip Manning Prentice
- 1949: Algernon Montagu Newbegin
- 1946: Harold William Newton
- 1942: Reginald Lawson Waterfield
- 1938: Frederick J. Hargreaves
i Percy Mayow Ryves
- 1935: Walter Frederick Gale
- 1931: Clyde William Tombaugh
- 1928: William Reid i William Herbert Steavenson
- 1923: A. Stanley Williams i William Sadler Franks
- 1918: T. E. R. Phillips
- 1913: Thomas Henry Espinell Compton Espin
- 1909: Philibert Jacques Melotte
- 1905: John Tebbutt
- 1902: Thomas David Anderson
- 1897: Lewis Swift